# Lista över biskopar på Island i modern tid

## Biskopar i Reykjavik
- 1801–1823 Geir Vídalín
- 1824–1845 Steingrímur Jónsson
- 1846–1866 Helgi G. Thordersen
- 1866–1889 Pétur Pétursson
- 1889–1908 Hallgrímur Sveinsson
- 1908–1916 Þórhallur Bjarnarson
- 1917–1939 Jón Helgason
- 1939–1953 Sigurgeir Sigurdsson
- 1953–1959 Ásmundur Guðmundsson
- 1959–1981 Sigurbjörn Einarsson
- 1981–1989 Pétur Sigurgeirsson
- 1989–1997 Ólafur Skulason
- 1998–2012 Karl Sigurbjörnsson
- 2012–2024 Agnes M. Sigurðardóttir
- 2024- Guðrún Karls Helgudóttir